# Leo Kok
Leo Emiel (Leo) Kok (Berchem, 7 januari 1923 —  Sankt Wolfgang (niet ver van Ebensee), 12 mei 1945) was een Nederlands tekenaar.

## Biografie
Kok werd in Berchem bij Antwerpen geboren als zoon van Nederlands joodse ouders, de diamantslijper Leon Kok en Kaatje Swaab. Hij werd opgeleid tot reclametekenaar. Tijdens de Tweede Wereldoorlog kwam hij in 1940 in Nederland terecht. Hij werkte als freelancer in Amsterdam tot hij werd opgepakt. Hij werd gedeporteerd naar Kamp Geesbrug en later overgebracht naar Kamp Westerbork.
In Westerbork trouwde hij met de verpleegster Kitty de Wijze. Beiden zijn relatief lang in Westerbork gebleven. Zij zijn met een van de laatste transporten in september 1944 gedeporteerd naar het concentratiekamp Theresiënstadt. Kok werd vervolgens overgebracht naar concentratiekamp Auschwitz. Begin 1945  werd hij door de Duitsers overgebracht naar Mauthausen en  kwam daar in Ebensee, een van de onderafdelingen van dit concentratiekamp terecht.
Zes dagen na de bevrijding van het kamp is hij op 22-jarige leeftijd gestorven in een lazaret in Sankt Wolfgang. Hij ligt begraven op het Nederlands ereveld in Salzburg. Zijn vrouw heeft de Tweede Wereldoorlog overleefd.

## Werk uit Westerbork
Tijdens zijn verblijf in kamp Westerbork heeft hij verschillende tekeningen, aquarellen en schetsen kunnen maken die bewaard zijn gebleven waaronder portretten van medegevangenen als Hans Krieg en het artiestenduo Johnny & Jones. Kok heeft ook aquarellen van het kamp gemaakt en decors voor de revue van Westerbork. Zijn vrouw kwam na de oorlog in het bezit van de door haar man gemaakte tekeningen.
In 1982 heeft het Joods Historisch Museum de tekeningen van Kok tentoongesteld met als titel "Getekend in Westerbork". Op 5 mei 2013 zond de omroep MAX een documentaire uit "Getekend in Westerbork", een zoektocht van de kunsthistoricus Jaap Nijstad, zoon uit het tweede huwelijk van Kitty de Wijze, naar het leven en werk van de eerste man van zijn moeder, Leo Kok.

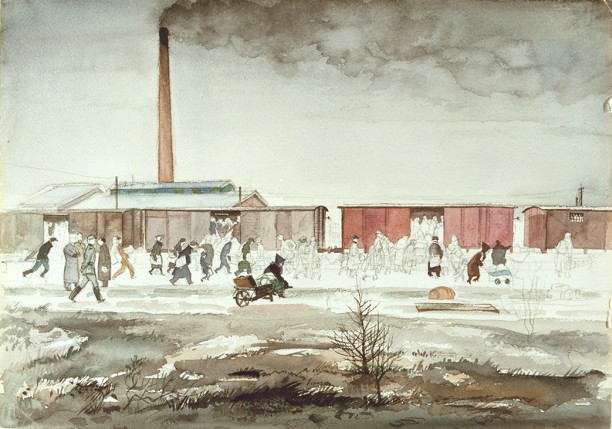
Aquarel van gereedstaande wagons met open deuren, 1944
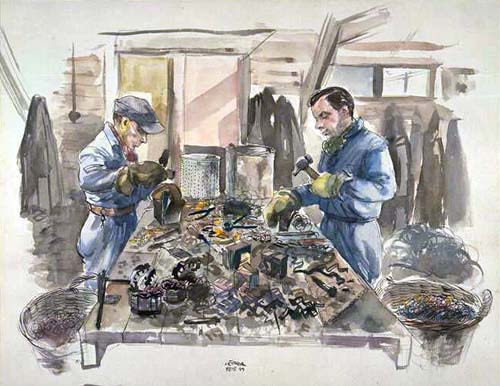
Tekening van Kok van het artiestenduo Johnny & Jones
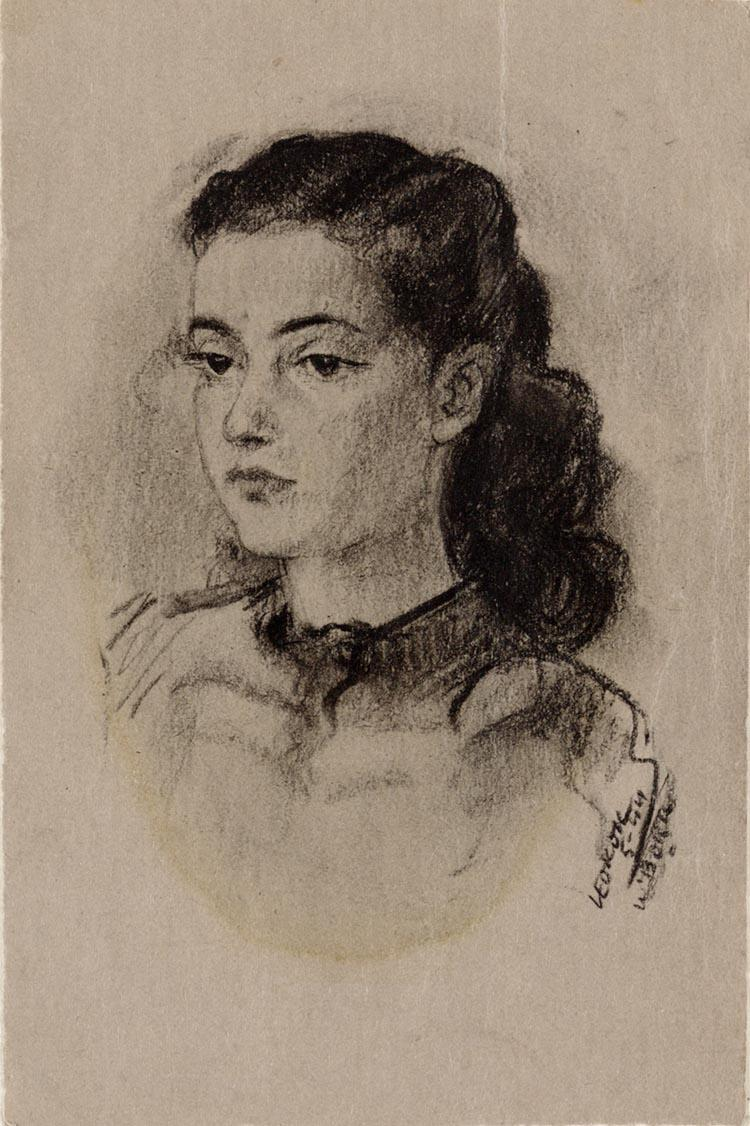
Getekend portret van zijn echtgenote Kitty Nijstad
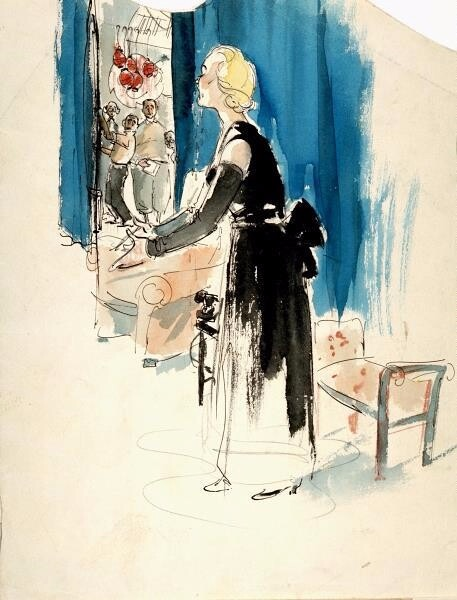
De Duitse actrice Camilla Spira in Westerbork